# 通靈之王2
《通靈之王2》（英語：Psychic King 2）是香港電視廣播有限公司靈異節目，由梁思浩、王嘉慧、陳懿德主持，是以通靈比賽為主題的真人騷，邀請了20名來自不同流派的自稱「通靈專家」，讓觀眾透過節目進入靈異、奇情及超乎想像的世界。本節目由香港時間2023年11月27日至12月13日，逢星期一至三22:30－23:05在翡翠台播放。

## 概述
此節目為2022年同類節目《通靈之王》的續作，由梁思浩、王嘉慧、陳懿德主持（梁思浩、王嘉慧為第一輯主持），並有第一輯勝出者羅泳嫻及嘉賓周漢明、簡信回、張芯熏等人擔任顧問。

## 參賽者[2]
| 名字          | 稱號       |
| ------------- | ---------- |
| 楓燧          | 雷電道長   |
| Jeff          | 埃及祭師   |
| Rita          | 靈魂療癒者 |
| 安娜＋Celeste | 心靈女王   |
| 星晨＋星月    | 陰陽通靈師 |
| 福皓          | 靈力練習生 |
| 四哥          | 天眼通     |
| 法鵬          | 驅魔術師   |
| Pallas        | 靈魂科學家 |
| 振鴻          | 玄學大叔   |

## 外部連結
- 無綫電視節目網頁 - 通靈之王2 （页面存档备份，存于）